# Shandabad
Shandābād (farsi شنداباد) è una città della circoscrizione Centrale dello shahrestān di Shabestar, nell'Azarbaijan orientale. 